# Santa Fe (Ciudad de México)

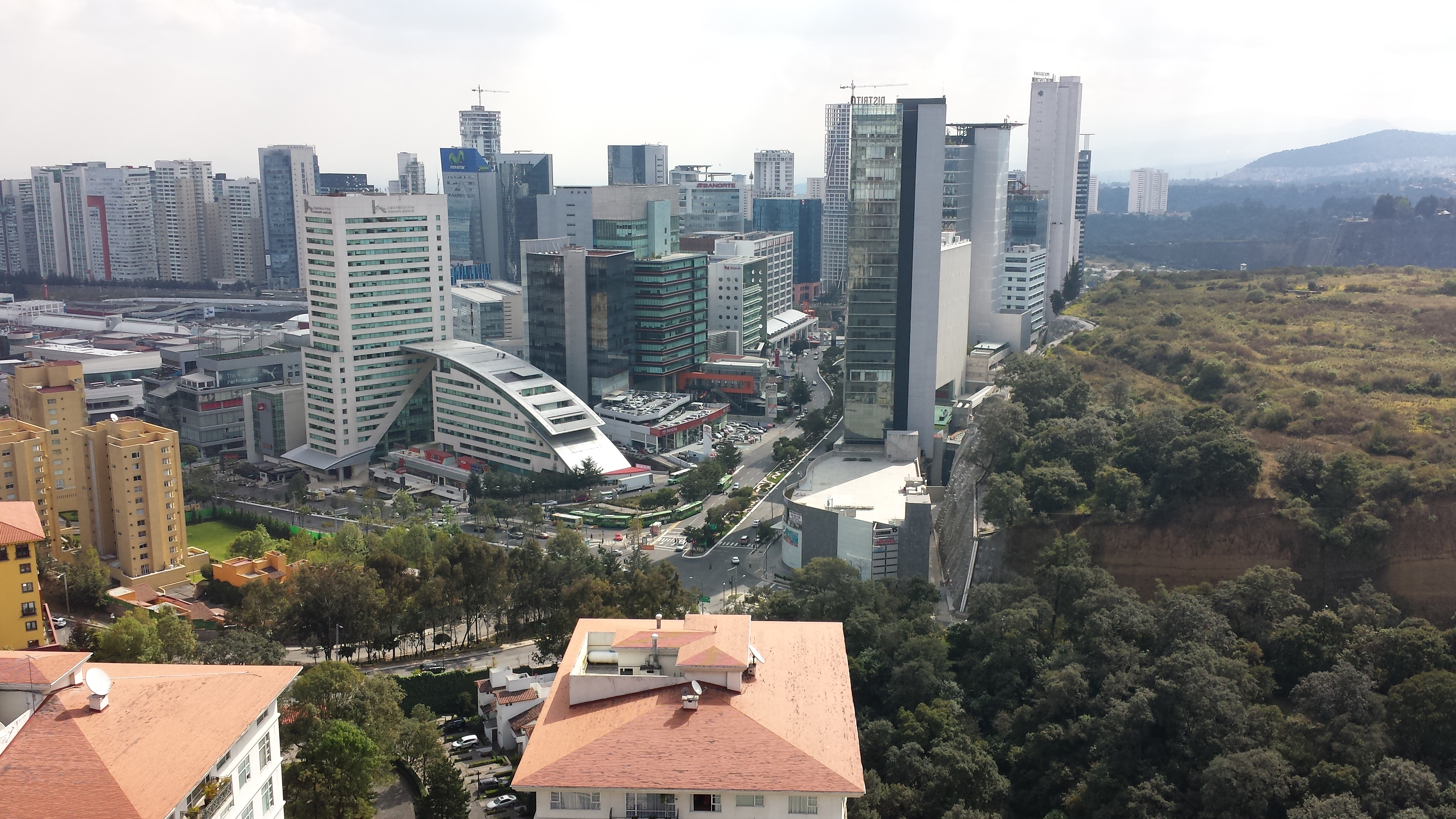
Santa Fe.

Santa Fe es una zona ubicada al poniente de la Ciudad de México dentro de las alcaldías Cuajimalpa y Álvaro Obregón. Incluye la formación histórica del pueblo de Santa Fe, al distrito de negocios y zonas habitacionales y comerciales desarrolladas a partir de los años 80 siendo uno de los centros de mayor actividad económica dentro de la capital mexicana.
Se ubica al lado de la Carretera Federal n.º 15D México-Toluca y la Autopista México–Toluca 134D que la comunican con Toluca. Ubicado en una zona anteriormente ocupada por minas de arena y rellenos sanitarios, es sede de universidades, colegios privados, así como de sedes nacionales o regionales de diversas compañías nacionales y extranjeras, y fraccionamientos residenciales. 

## Historia

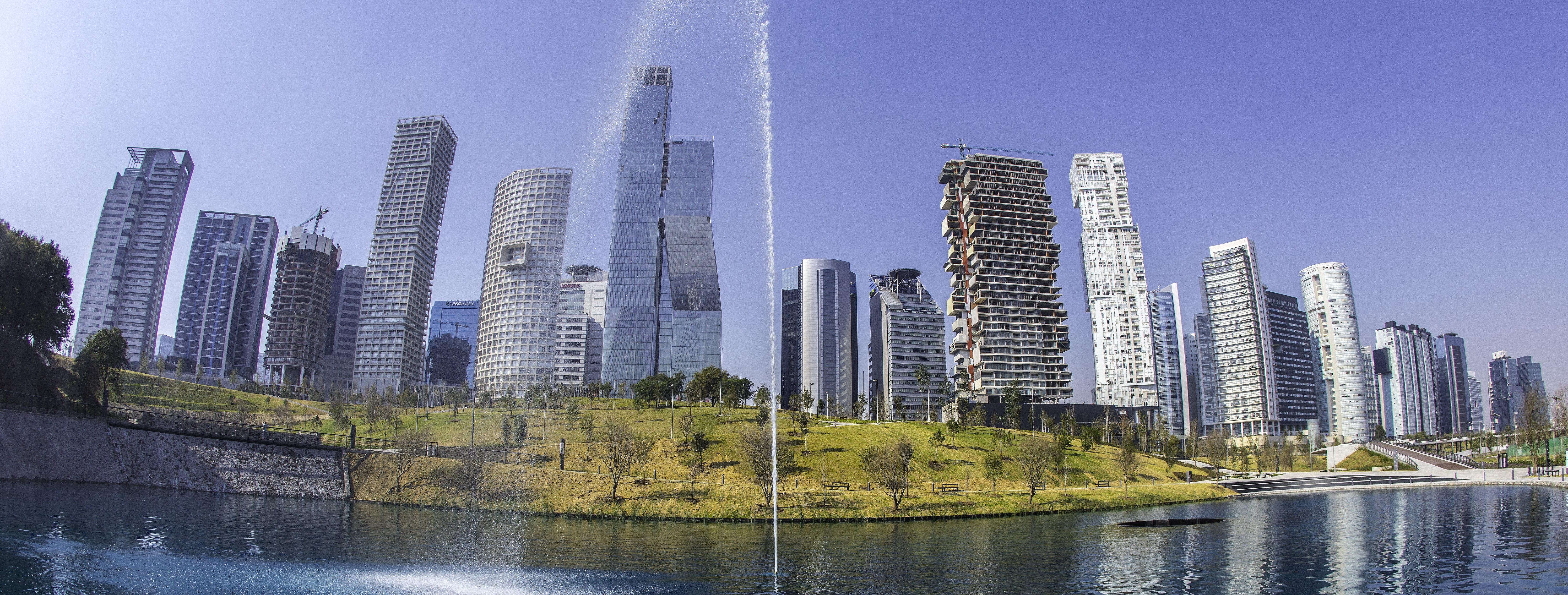
Santa Fe.

Tomó su nombre del cercano e histórico pueblo de Santa Fe fundado en el siglo XVI por Vasco de Quiroga como un hospital para indígenas, en donde además evangelizaba y enseñaba oficios europeos a los indígenas de la zona y cuyo ejemplo se extendió hasta lo que hoy en día es la colonia de Santa Fe, Ciudad de México.

### Época colonial
Santa Fe fue durante la época colonial y el primer siglo del México independiente una zona de pastoreo con alguna actividad minera de arena, que se dividía entre los pueblos de Santa Fe, Santa Lucía, San Mateo Tlaltenango y San Pedro Cuajimalpa, además de que por ella corría el camino Real a Toluca que fue el primer camino de cuota de la Nueva España, que iniciaba en Tacubaya, pasaba por Santa Fe por el camino hoy llamado Vasco de Quiroga, continuaba por la avenida de 23 de septiembre en el Contadero (donde estaba la aduana o caseta de cobro, se diría hoy en día) seguía por la avenida Arteaga y Salazar en Cuajimalpa para subir por La Venta, Tianguillo y la Pila en la Sierra de las Cruces, bajar por Las Cruces para continuar por La Marquesa y terminar en San Mateo Atenco en el valle de Toluca donde estaba la otra caseta de cuota. La década de 1680 se agrega un canal abierto que se usa como acueducto y forma parte del Acueducto de Santa Fe que lleva las aguas de Leones del Desierto de los Leones, esas fuentes de agua habían sido compradas a la República de Indios de Cuajimalpa por parte del Ayuntamiento de México, por esas mismas fechas la República de Indios de Cuajimalpa compra los lomeríos que hoy forman la zona de Santa Fe.

### SigloXIX
En 1810 luego de la batalla del Monte de las Cruces, las fuerzas realistas se replegaron hasta el pueblo de Sante Fe donde pasó la noche Agustín de Iturbide, en días posteriores toda la zona fue ocupada por tropas insurgentes. Pero en menos de un mes, a falta de parque, dejaron la zona por orden de Miguel Hidalgo y Costilla. Al término de la guerra volvió la zona a sus actividades usuales. Es solo hasta 1880 que cambió algo con la entrada de un pequeño tren eléctrico por 1890 que dio servicio entre La Venta y Tacubaya, construido por la empresa Papelera Loreto y Peña Pobre que tenía su fábrica en las cercanías de San Ángel para el traslado de madera de las zonas del Desierto de Los Leones. Dicha fábrica tuvo dos zonas exclusivas de explotación forestal, además daba servicio de pasajeros y carga para los habitantes de la zona.

### Años 1930 y 1940
Ya en los años 1930, la presencia de minas de arena en el área motivó el aumento en la explotación de los mismos para surtir la creciente industria de la construcción en la Ciudad de México, de esta explotación ocurrieron varios hechos interesantes para su actual uso.
- El mayor fue que la extracción de arena creó un hueco de casi 4 km de largo por 2 km de ancho y en algunos lugares de hasta 100 m de profundidad.[13]

- Otro fue la desviación del cauce del río de Tacubaya y el Acueducto de Santa Fe por medio de tubos por el actual trazo de la Carretera Federal n.º 15D México -Toluca, lo que dejó al área sin fuentes de agua naturales o cercanas que pudieran usarse para abastecer de agua a la demarcación. Así como caudales naturales para sacar el drenaje de la zona por gravedad.[14]

- Otro punto fue que por los cambios bruscos de nivel, esta área quedó muy limitada en zonas naturales para creación de vialidades, ya que en todas las direcciones tiene el obstáculo de barrancas, algunas muy profundas como la barranca de Tarango ubicada al sur donde se construyó el Puente de los Poetas, por lo que solo tenía como salida natural tres vías, la avenida Arteaga y Salazar, el camino Real México – Toluca y la conexión con la Carretera Federal n.º 15D México -Toluca en el puente de CONAFRUT.[14][13]

- Otro punto fue que al ser usado como un relleno sanitario sobre un suelo duro, la introducción de líneas de agua potable se ve en el peligro de contaminación por lixiviados que no se pueden desplazar del lugar, además de que la debilidad mecánica de estos suelos hace difícil la introducción de líneas de drenaje, ya que los asentamientos de suelo normalmente rompen las tuberías y eso aumenta el peligro de contaminación, los residuos que aún están en el subsuelo continúan produciendo gases inflamables que deben ser cuidadosamente liberados cada determinado tiempo.[15][16]

### Años 1950

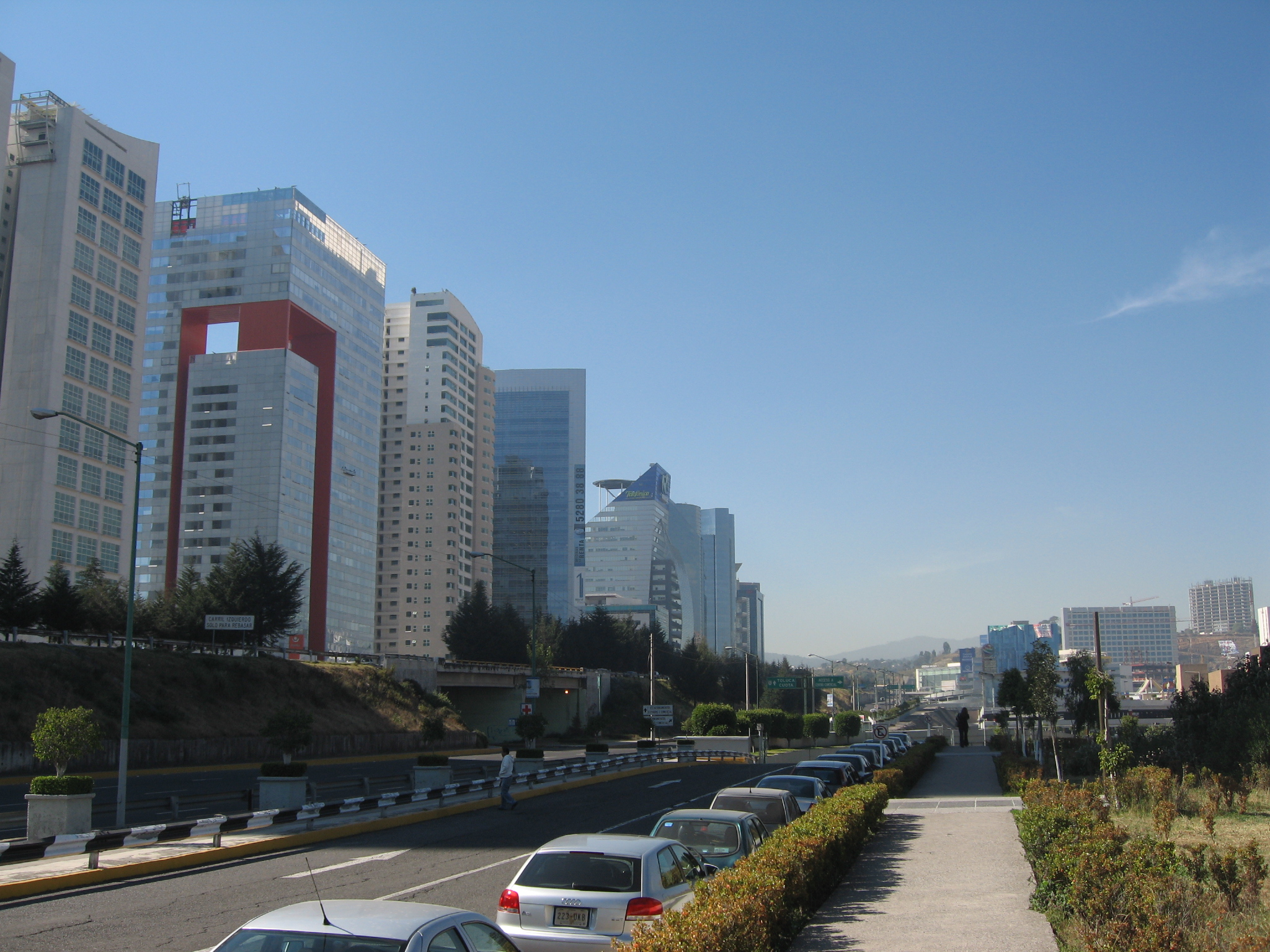
Edificios de departamentos en Santa Fe.

En 1953 luego de un descarrilamiento donde hubo varios muertos en lo que es hoy la colonia El Ocote de Cuajimalpa, fue retirado el servicio de tren eléctrico, para esa época el viejo camino Real a Toluca ya tenía la importante competencia de la carretera federal a Toluca, cuyo trazo se realizó entre 1940 y 1951 por la cima de un lomo entre la zona de Santa Fe y la hoy llamada Lomas del Bosque, mención especial tiene el trazo entre el kilómetro 16+500 y 17+000 donde la explotación minera dejó un trecho muy estrecho de suelo por donde pasara la carretera y donde reciente mente se construyó el hotel Comfort Inn, ya que este punto ha hecho imposible llevar a cabo la ampliación de la carretera a seis carriles. Hoy en día en la zona oriente al final de la calle 16 de septiembre de la Colonia el Contadero aún se puede ver el trazo de la vía que se dejó de usar y que luego se cortó por la explotación de las minas de arena, donde además estuvo el asentamiento irregular llamado la Romita, este derecho de vía dio nacimiento en parte a la avenida Tamaulipas la cual se conecta con el camino de Santa Lucia y la avenida Vasco de Quiroga, por donde corría el derecho de vía del tren a La Venta.

### Años 1960
En los años 1960 los depósitos de arena se volvieron difíciles de explotar ya que los refuerzos de las paredes eran cada día más grandes y costosos, por lo que los dueños de las minas empezaron a vender las minas al Departamento del Distrito Federal, el cual los usó como relleno sanitario. Más que un relleno sanitario, simplemente este lugar fue por décadas uno de los mayores tiraderos de basura de la ciudad, por lo que el área era conocida como los "tiraderos de Santa Fe", en lo que hoy es la Colonia Totolapa, se ubicó el pueblo de pepenadores La Viñita, donde nació la Unión de Pepenadores Rafael Gutiérrez Moreno A.C., en esa época casi toda la zona era un basurero incluso en el lado de Cuajimalpa junto a los túneles que hoy atraviesan hacia paseo de Tamarindos. Del lado norte de la Carretera Federal n.º 15D México-Toluca se encontraba otro tiradero que hoy es una pista para caballos de salto, ese tiradero fue clausurado y debidamente cerrado cuando el expresidente José López Portillo, construyó en 1980 su conjunto residencial conocido popularmente como la “Colina del Perro”.

### Años 1970
Al inicio de los años 1970 se creó el primer plan de desarrollo urbano para la zona, en el cual por principio se construiría una zona industrial con el fin de dar fuentes de empleo a los habitantes de la zona, y de acuerdo con los planes nacionales de desarrollo contribuir con la llamada sustitución de importaciones. Entre todo lo planeado se consideró crear el Centro de Readaptación Social Poniente (CERESO), como los que se construyeron en el norte, sur y oriente del Distrito Federal donde años luego el Sindicato Nacional de Trabajadores de la Educación previo construir la llamada Ciudad de la Innovación a cargo del arquitecto Enrique Norten. En ese plan original no se consideró la construcción de zonas habitacionales ya que se preveía la poca capacidad para llevar agua o sacar el drenaje de la zona. Esto incluso tuvo que ser ratificado por las juntas de vecinos de los pueblos aledaños quienes en su mayoría tenían propiedades en la zona.

### Años 1980
En 1981 como parte de las obras de resguardo de los tiraderos se inaugura sobre uno de ellos la llamada Alameda Poniente. En esta SERVIMET "Servicios Metropolitanos del D.D.F." quien es la encargada, hasta hoy (2014), de gestionar, operar y vender los terrenos que tenía en propiedad el Departamento del Distrito Federal (D.D.F.), se encargó entonces de coordinarse con inversionistas para realizar el primer plan de desarrollo urbano operativo de la zona, que vio la luz en 1987 con el título de Zona Especial de Desarrollo Santa Fe (ZEDE Santa Fe), en el cual ya no se encontraban varios de los puntos clave del programa original, de esta manera el nuevo plan incluía principalmente zona de oficinas sin presencia habitacional por la carga de recursos que requeriría la zona, para llevarlo a cabo crea un fideicomiso. Este desarrollo se vinculó financieramente al inversionista estadounidense George Soros.
En 1982 la Universidad Iberoamericana inició la construcción de su nueva unidad Ciudad de México en terrenos donados por el gobierno federal en Santa Fe, esto debido a que en 1979 por un sismo sus instalaciones originales en Coyoacán se vieron severamente afectadas, esto marcó el cambio definitivo de zona industrial a zona residencial de gran nivel económico, y también la entrada de la primera institución privada de educación a la zona.
En el año de 1987 ya se había logrado cerrar la mayoría de los tiraderos de basura que existían en Santa Fe y se había iniciado la construcción de inmuebles, para esto se procedió al desplazamiento del asentamiento llamado “La Viñita”, la cual era habitada por trabajadores pepenadores de la zona. Esta zona se consideraban la zona más limpia de los basureros, a la cual se le había dotado de una calle asfaltada que trazo la ruta que hoy lleva la calle de Prolongación Vasco de Quiroga dentro de Santa Fe, para que por esta circularan camiones de la empresa para estatal Ruta 100, ruta que todavía da servicio de la Colonia San José en Cuajimalpa a Tacubaya. Para eso en 1986 se abrió el llamado Relleno Sanitario de Prados de la Montaña el último de los rellenos sanitarios de Santa Fe que estuvo abierto en 1994 cuando se cerró, desde entonces es un parque donde se pueden ver tuberías que permiten sacar el gas de los residuos, mismo que se quema y que durante décadas se ha querido aprovechar para generar electricidad.

### Años 1990
Durante el gobierno del presidente Carlos Salinas de Gortari, el entonces regente de la ciudad, Manuel Camacho Solís y sus colaboradores, en especial Juan Enríquez Cabot y Marcelo Ebrard idearon un proyecto para Santa Fe que en teoría era similar a la ultramoderna zona de La Défense en París, el cual estaría ubicado sobre los tiraderos de basura existentes, por eso y presionado por varios de los inversionista iniciales debió apoyar planes de limpieza de entorno y la creación del relleno sanitario Prados de la Montaña con las técnicas más modernas que existían en el momento. Para realizar esto se crea un programa maestro con el cual el gobierno e inversionistas pretenden regular y crear la infraestructura necesaria.
En 1993 se inicia el auge en la construcción, Primero con la apertura Centro Comercial Santa Fe (hoy Centro Santa Fe) durante ese mismo año, en la zona de la Colonia Cruz Manca, por estas fechas y bajo la regencia de Manuel Camacho Solís se da el desalojo de los pobladores de las colonias La Rosita, Cruz Manca, Cruz de Palo y otras zonas populares y ciudades perdidas de la zona, que en su mayoría son reubicados en la zona de San José de los Cedros, San Mateo Tlaltenango y Navidad en Cuajimalpa. Gracias a eso se abre la Avenida Tamaulipas como continuación de la Avenida Santa Lucía que viene inicia en Mixcoac y se inicia la construcción de la Autopista México–Toluca 134D, que en principio se debía continuar para constituirse en el llamado Tercer Circuito Transmetropolitano que lograra conectar con la Carretera Federal México – Cuernavaca 95 y la Autopista México - Cuernavaca 95D, a la altura del Heroico Colegio Militar pero que no se pudo continuar por la protesta de grupos ecologistas.
Como consecuencia de la crisis económica de 1994 el programa maestro se vio suspendido, aunque la actividad constructiva no paro, fue hasta el año 2000 cuando la primera fase de Ciudad Santa Fe se llegó a completar. Por ese mismo motivo se da por cancelado todo el proyecto original sobre el relleno sanitario para crear el “Parque Prados de la Montaña”, como una segunda sección de la Alameda Poniente.

### Primera década del 2000
La inadecuada infraestructura vial, energética e hidráulica, que originalmente se había planeado para una zona no habitacional, genera en los residentes muchas molestias, como deber comprar agua potable por medio de pipas o tener que pagar para que vacíen las fosas sépticas de los edificios y zonas residenciales, además de vivir con olores provenientes de los rellenos sanitarios, por eso la participación activa de los vecinos, por lo que proponen y consiguen una nueva organización donde crean una especie de gobierno interno en el cual administran una partida especial del G.D.F. sin dar cuenta a los gobiernos delegacionales, lo que provoca problemas de coordinación ya que por ejemplo para tener agua potable no se pueden conectar a las redes de la Delegación Cuajimalpa y para sacar sus aguas negras no pueden conectarse a las redes de la Delegación Álvaro Obregón, ni siquiera a la planta de tratamiento en la Colonia Jalalpa Tepito que se construyó para el servicio de Santa Fe, por eso desde 1997 el nuevo Gobierno del Distrito Federal "G.D.F." ha presentado múltiples proyectos, de los cuales la mayoría no se han llevado a cabo, por ejemplo, ha presentado como propuestas de solución vial, un túnel vial que parte desde Polanco hasta Santa Fe, el cual no llegó a tener viabilidad económica por la alta inversión.
Otras obras al contrario han tenido buen fin, como la construcción del Puente de los Poetas parte de la Supervía Poniente que da salida al sur del Distrito Federal a los automóviles que llegan o salen de Santa Fe, aunque no con el alcance que debía tener el Tercer Circuito Transmetropolitano, y por la cual corre la ruta 9C de la Red de Transporte de Pasajeros. En este contexto tiene mención especial la continuación de la calle Prolongación Vasco de Quiroga junto a la Unidad Santa Fe del Hospital ABC que durante su construcción dio paso a un proceso de desafuero del entonces jefe de Gobierno del Distrito Federal Andrés Manuel López Obrador, que si bien da servicio a un hospital de inicio se pensó como de servicio exclusivo para ese hospital, por lo que no se pudo acreditar la Utilidad Pública de la expropiación del terreno sobre el que se construyó, situación que fue saldada en 2011 por medio de una simple compraventa pactada, pero que dejó dos vialidades a la zona del rancho La Ponderosa, en la Colonia Lomas de Memetla y de la conexión por medio de una calle secundaria a la Colonia Memetla, ambas colonias fuera de Santa Fe, por estas obras la comunicación entre Santa Fe y el resto de la Delegación Cuajimalpa estaba limitada a la Avenida Arteaga y Salazar, situación que ha apoyado a la población de bajos recursos económicos que vive en otras zonas de Cuajimalpa para llegar a trabajar a Santa Fe.
Por estas circunstancias desde 2009 se barajó la posibilidad de crear una nueva delegación política en la zona. Esta nueva delegación ha sido vista más como una forma de validar el casi autogobierno de la zona por el fideicomiso que lo administra, ya que la propuesta solo abarca las zonas residenciales y comerciales de gran nivel económico, excluyendo a las de bajo nivel que se encuentran en su periferia, las cuales forman parte de la problemática, ya que por ellas es por donde corren las vialidades y redes que alimentan a la zona, por eso mismo se ha propuesto desaparecer el fideicomiso privado y volverlo público, gestionado desde los gobiernos delegacionales.

### Segunda década del 2000

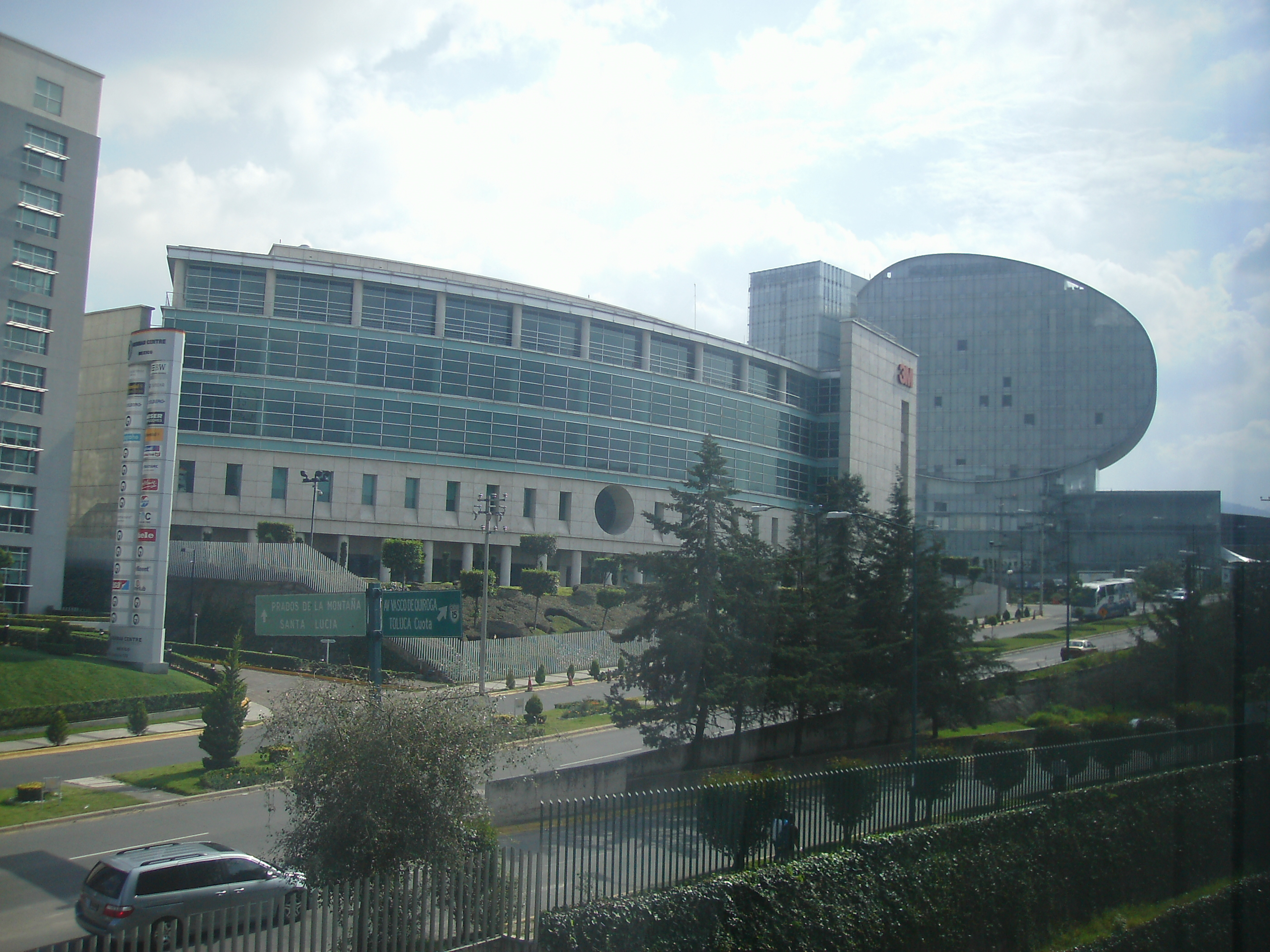
Zona hotelera.

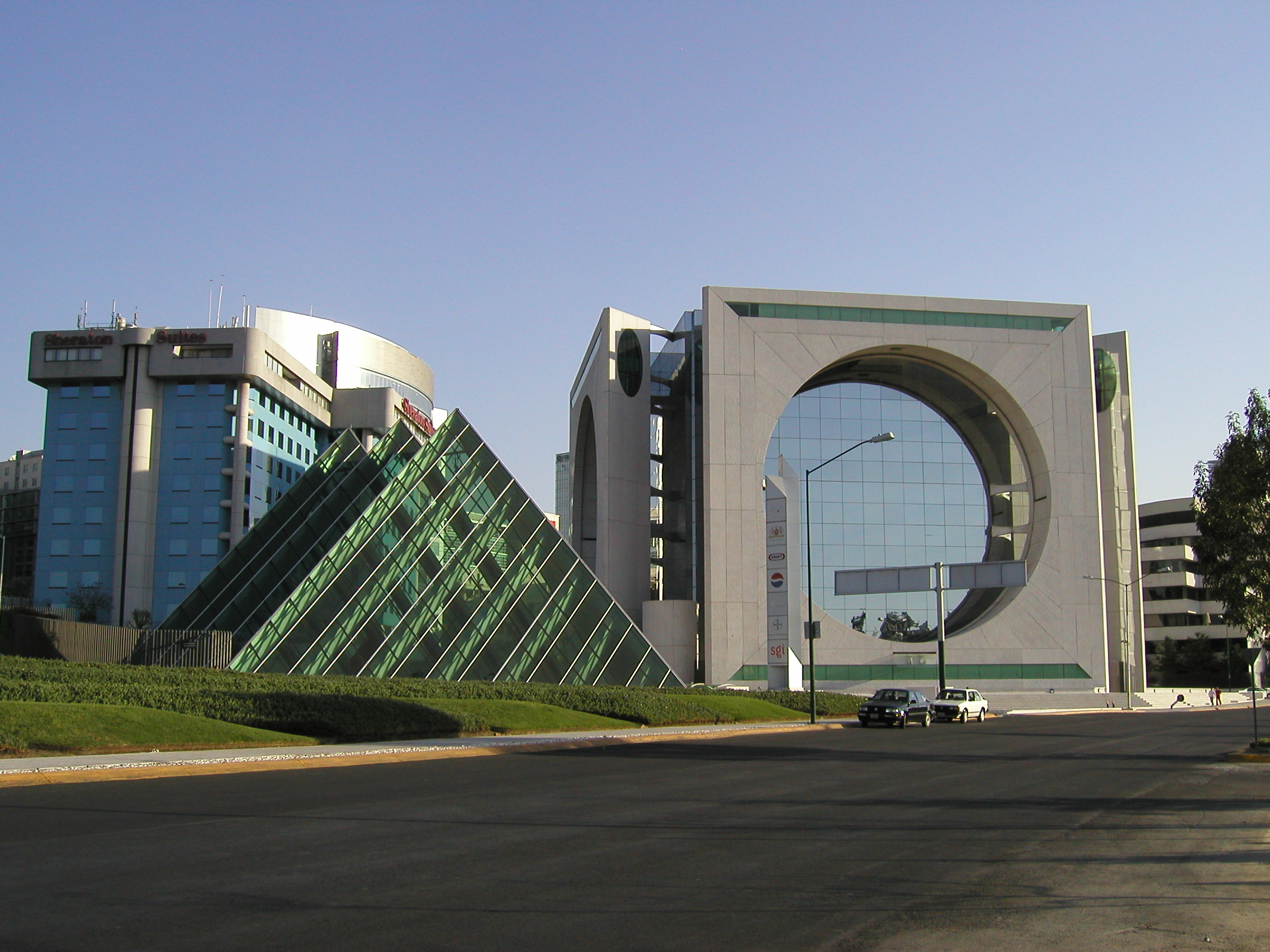
Zona corporativa.

Bajo el gobierno de Marcelo Ebrard como Jefe de Gobierno del Distrito Federal se llevaron varios trabajos de infraestructura en la zona, como algunas redes de drenaje, instalaciones de policía pública de la Secretaría de Seguridad Pública, en su mayoría la zona está vigilada por policía o seguridad privada, entre los que destacan los llamados Escolta que contrastan porque en la periferia de Santa Fe hay muchas colonias con muy alto índice de delincuencia, renovación de la capa asfáltica de vialidades e instalación de alumbrado público la falta de esto último es muy común en sus calles, así como la creación o ampliación de varias rutas de transporte público, entre las relacionadas con la vialidad están los pasos a desnivel en el cruce de las calles Carlos Echanove y Prolongación Vista Hermosa con la Carretera Federal n.º 15D México -Toluca, estas obras permitieron darle una segunda salida a la zona de Bosques de las Lomas además de los túneles que salen a la calle de Tamarindos.
En 2005 se crea la Unidad Cuajimalpa de la Universidad Autónoma Metropolitana que operó entre 2005 y 2013 en diferentes instalaciones de la universidad y otras arrendadas, como el viejo edificio del CONACYT en la Avenida de los Constituyentes, desde octubre de 2013 tiene su sede en la zona del rancho La Ponderosa, en la Colonia Lomas de Memetla, con lo cual se ubica como la primera institución de educación pública en la zona.
Ya bajo el gobierno de Miguel Ángel Mancera como Jefe de Gobierno del Distrito Federal se han realizado varias obras como el aumento del alumbrado público, la entrada del servicio Nochebús de la Red de Transporte de Pasajeros y en 2017 la llegada de un Servicio Complementario proveniente de la Línea 7 del Metrobús (Indios Verdes-Periférico) a Santa Fe, por medio de Prolongación Paseo de la Reforma y Vasco de Quiroga. En febrero del 2014 la Secretaría de Comunicaciones y Transportes anuncio la construcción del Tren Interurbano de Pasajeros Toluca-Valle de México que se prevé tenga una estación en la zona de Santa Fe. Por otra parte esta la invasión por parte de desarrolladores de los terrenos que antaño fueran los campos de experimentación y enseñanza del Comisión Nacional de Fruticultura (CONAFRUT) que tiene frente a la Carretera Federal 15D, los cuales han sido invadidos e incluso utilizados como venta de autos y que tienen un proyecto de gasolinera en trámite, estos terrenos donde se construía la sede principal de la extinta Policía Federal Preventiva hoy en día son incluso reclamados por instituciones educativas privadas para dejar de ocupar zonas del Bosque de Chapultepec, y todo sin considerar que por estar al borde de las minas de arena es unazona con mucha factibilidad para derrumbes de tierra

Propuestas de ruta sobre la base de lo indicado el 28 de febrero del 2014, por la S.C.T.

En 2011 existían unas 7 000 viviendas fijas en la zona, contando con un estimado de 35 000 habitantes fijos. Dada su actividad económica un promedio de 233 000 personas son población flotante de esta zona.

### Fideicomiso Zedec Santa Fe
Al crearse el proyecto industrial Santa Fe en los 70 se creó un fideicomiso, donde el gobierno del entonces Departamento del Distrito Federal “D.D.F.”, participaría con su respectiva dependencia encargada del desarrollo urbano, proporcionando a los inversionistas de la zona las facilidades en electricidad, alumbrado, vialidad, agua y drenaje para instalar su industria. Pero con el cambio de usos los planes fueron modificados, lo cual tuvo una gran repercusión en la zona.
En 1994 se creó la Asociación de Colonos Zedec Santa Fe, A.C. con los primeros inversionistas en este desarrollo, entre estos tenemos a:
- Automotriz Hermer, S.A. de C.V.
- Banca Serfin, S.A. de C.V.
- Impulsora Corporativa de Inmuebles, S.A. de C.V.
- Corporativo Opción Santa Fe II, S.A. de C.V.
- Universidad Iberoamericana, A.C.
- Parque Santa Fe, S.A. de C.V.
- Inmuebles Hogar, S.A. de C.V.
- Hewlett Packard de México, S.A. de C.V.

El 23 de febrero de 2004, bajo el gobierno de Marcelo Ebrard Casaubón que había sido Secretario de Gobierno del D.D.F. bajo el gobierno del regente Manuel Camacho Solís, con los problemas de infraestructura y los problemas para el Gobierno del Distrito Federal de cumplir con los objetivos del fideicomiso original se creó el Fideicomiso Colonos de Santa Fe, constituido por el Gobierno del Distrito Federal y la Asociación de Colonos Zedec Santa Fe. Esto se debe a que en su origen era un desarrollo de infraestructura urbana, donde el gobierno federal representado por el D.D.F. era el responsable de dotar de infraestructura urbana para el uso de industrial, incluso se pensó usar el derecho de paso del antiguo ferrocarril para construir un tren radial, que conectara a las ciudades de Toluca y México. Algo similar al actual Ferrocarril Suburbano de la Zona Metropolitana del Valle de México Buenavista - Cuautitlán. Cuya traza en parte es la de la actual Autopista México – Toluca 134D. Por este motivo se ha mantenido a los gobiernos locales fuera tanto de la administración como de los presupuestos que se han invertido en la zona por parte del gobierno. Sin contar que algunas zonas por razones de seguridad se cierran al paso del público, se ha tenido que contratar cuerpos de la policía bancaria e industrial, se ha tenido que proporcionar servicio de abasto de agua por pipas y desalojo de aguas negras también por pipas.
En el acuerdo los montos invertidos son un porcentaje del impuesto predial y estarán sujetos a revisión y aprobación expresa por parte del comité técnico como máxima autoridad del fideicomiso y fideicomisario, este está integrado por 7 miembros de los cuales 4 los designará la asociación y los 3 restantes el gobierno del Distrito Federal y las decisiones serán tomadas por la mayoría y al menos 1 voto del G.D.F. con voto de calidad del presidente en caso de empate y de forma extraordinaria las veces necesarias.
Según la Asociación de Colonos de Santa Fe las sesiones del Comité del Fideicomiso Público de la zona de Santa Fe; no se han realizado. Lo que ha sido de gran preocupación para los vecinos de esta colonia, en razón de que esta zona tiene la tarifa del impuesto predial más alta en el Distrito Federal, y los colonos buscan ante el Gobierno del Distrito Federal, que sus contribuciones sirvan para mejorar su comunidad, administrados por el Fideicomiso Público. De acuerdo a las necesidades que han solicitado están las de Servicios Urbanos y Seguridad Pública, como prioritarias.
En mayo de 2013 la administración del fideicomiso por parte de los colonos de Santa Fe fue suspendida para que pasara a manos del gobierno del Distrito Federal, ya que era una situación única en las colonias del Distrito Federal, ahora el gobierno de la delegación Cuajimalpa de Morelos en conjunto con la delegación Álvaro Obregón manejan los servicios de la zona de Santa Fe incluyendo planes de mejora como mejorar la vialidad.

## Geografía
El área definida por el Gobierno del Distrito Federal (GDF) como la Zona de Santa Fe tiene un superficie de 931.64 hectáreas y consiste en varias colonias:
Los límites geográficos de la Zona de Santa Fe descrito por el GDF son:
- En el norte: colonias Lomas de Memetla, El Yaqui, y Lomas de Vista Hermosa, entonces, la carretera libre México-Toluca, al otro lado de la cual están las tres colonias de Palo Alto, y detrás de ellas col. Bosques de las Lomas donde está ubicado el complejo comercial Arcos Bosques
- En el oeste: colonias Lomas de San Pedro, Loma del Ocote, Contadero, y Pueblo San Mateo Tlaltenango
- En el sur: Ejido San Mateo, Pueblo Santa Lucía, colonias Corpus Christi, Estado de Hidalgo, Garcimarrero y Ourense
- En el este: Pueblo Santa Fe, colonias Bejero del Pueblo Santa Fe, Tlapechico, y Ampliación Jalalpa

## Rutas de transporte público
Para llegar al desarrollo inmobiliario Santa Fe se pueden tomar transportes públicos, desde varias estaciones del Sistema de Transporte Colectivo (Metro):
- Desde el Metro Tacubaya: Línea 9 (Pantitlán-Tacubaya), salida Av. Jalisco esq. Arq. Carlos Lazo, destino: Centro Comercial Santa Fe, por medio de microbuses o autobuses colectivos (Rutas 5 y 76 así como Ruta 114 "Monte de las Cruces").

- Desde el Metro Observatorio: Línea 1 (Pantitlán-Observatorio), salida en el paradero frente a la Terminal de Autobuses Poniente, destino Centro Comercial Santa Fe por medio de microbuses o autobuses colectivos (Rutas 4, 5 ,76 y 114 "Monte de Las Cruces").

- Desde el Metro Villa de Cortés: Línea 2 (Tasqueña-Cuatro Caminos), salida Plaza Victoria y Calzada de Tlalpan, destino: Centro Comercial Santa Fe por medio de autobuses colectivos (Ruta 80).

- Desde la Av. de los Insurgentes esq. Filadelfia, junto a la torre del World Trade Center México con destino: Centro Comercial Santa Fe (Ruta 5).

Por autobús y microbús colectivo.
- Ruta La Villa/Cantera: con destino Centro Comercial Santa Fe, por Avenida Paseo de la Reforma, (servicios normal y tipo express; pasa por las estaciones del Metro Garibaldi, Hidalgo, Chapultepec y Auditorio.

- Autobuses de la R.T.P. ruta La Villa/Cantera con destino: Centro Comercial Santa Fe, por Avenida Paseo de la Reforma y una parte por Avenida de las Palmas con servicios normal y exclusivo para mujeres identificado por logos rosas y la palabra Atenea. pasa por las estaciones del Metro Garibaldi, Hidalgo, Chapultepec y Auditorio.

- Autobuses de la R.T.P. ruta Tlacuitlapa/Puerta Grande con destino: Centro Comercial Santa Fe.

- Autobuses de la R.T.P. Ruta Balderas/Santa Fe con destino: Centro Comercial Santa Fe. Servicio prestado por 30 Autobuses Hyundai Super Aero City propulsados a GNV de reciente adquisición.

- Autobuses de la R.T.P. Ecobús línea 2: Miguel Ángel de Quevedo-CC Santa Fe, con destino: Centro Comercial Santa Fe. 42 unidades de tecnología Euro V, bajas en emisiones contaminantes que contribuyen a mejorar la calidad del medio ambiente. Esta línea transita por la Supervía Poniente de la Ciudad de México sin ningún costo adicional, abarcando un recorrido total de cuarenta y cuatro kilómetros.

- Svbus: Parte de avenida de las torres en la colonia Acoxpa y se dirige al Periférico para incorporarse a la autopista urbana sur y posteriormente a la supervía para llegar al tecnológico de Monterrey ubicado en la colonia Zedec, Santa Fe, por un costo de 10 pesos en un trayecto de 30 minutos.

- Ruta 76 (Furgonetas y Vans) enlazando la zona desde la zona conocida como los Asfaltos (en Huixquilucan, Estado de México) con el paradero del sistema M1, esta misma ruta también pasa por el Yaqui y otras colonias populares con Santa Fe.

### En construcción y Parcialmente inaugurado
- 2024: Estación Santa Fe del tren El Insurgente.[80]

## Distrito de negocios
La zona especial de desarrollo fue dividida en 10 colonias: Cruz Manca, La Fe, La Loma, La Mexicana, Totolapa, Paseo de las Lomas, Peña Blanca, Bosques de Santa Fe y la zona de escuelas, correspondiendo con un 13.80% del área total de oficinas de la ciudad.
En la zona de negocios de Santa Fe hay:
- 70,000 empleados.
- 4,311 residencias familiares.
- 8 millones de visitantes por año.
- 4 universidades.
- 13,500 estudiantes.

La zona de negocios de Santa Fe es la más importante de la Ciudad de México y es donde importantes compañías internacionales tienen sus oficinas locales o regionales así como empresas mexicanas tienen sus sedes centrales. Entre ellas Grupo Financiero Banorte, Banca Santander y Grupo Financiero Banamex, en el ámbito bursátil, distribuidora de automotores como Harley Davidson o Ford Motor Company, en paquetería Deutsche Post DHL, en alimentos Coca-Cola FEMSA, entre muchas otras.
Esta zona cuenta con mucha actividad comercial que en un principio giró en torno al centro comercial Centro Santa Fe. Luego de ella se construyeron otras plazas comerciales como Zéntrika, Samara y Garden Santa Fe, que es el primer centro comercial sustentable de la zona.
Santa Fe cuenta con una infraestructura hotelera con hoteles de cadena como JW Mariott, Hilton, The Westin y otros así como centros de documentación de varias compañías de aviación.